# Peter Jørgensen (skuespiller)
 Der er flere personer med dette navn, se Peter Jørgensen.
Carl Peter Emanuel Jørgensen (23. august 1865 i København – 17. juli 1942) var en dansk skuespiller.
Han var engageret ved Aarhus Teater fra 1908 til 1911. Han filmdebuterede hos Fotorama i Århus og omkring 1914 kom ham til Nordisk Film hvor han blev indtil 1920 og medvirkede i en stort antal stumfilm i forskellige mindre biroller.

## Filmografi
| - Greven af Luxemburg (som tjener; instruktør Gunnar Helsengreen, 1910) - Dommeren (ukendt instruktør, 1911) - Ballettens Datter (instruktør Holger-Madsen, 1913) - Af Elskovs Naade (instruktør August Blom, 1914) - Amors Krogveje (instruktør Robert Dinesen, 1914) - Arbejdet adler (instruktør Robert Dinesen, 1914) - Den mystiske Fremmede (instruktør Holger-Madsen, 1914) - Fædrenes Synd (instruktør August Blom, 1914) - Gar el Hama III (instruktør Robert Dinesen, 1914) - Min Ven Levy (instruktør Holger-Madsen, 1914) - Eventyrersken (instruktør August Blom, 1914) - Ægteskab og Pigesjov (instruktør August Blom, 1914) - Den fjerde Dame (instruktør Eduard Schnedler-Sørensen, 1914) - Helvedesmaskinen (instruktør Robert Dinesen, 1914) - Tugthusfange No. 97 (instruktør August Blom, 1914) - En stærkere Magt (instruktør Hjalmar Davidsen, 1914) - Endelig alene (instruktør Holger-Madsen, 1914) - Den nye Huslærer (instruktør Lau Lauritzen Sr., 1914) - Mit Fædreland, min Kærlighed (instruktør Robert Dinesen, 1915) - Ungkarl og Ægtemand (instruktør A.W. Sandberg, 1915) - Tre om Een (instruktør Lau Lauritzen Sr., 1915) - Overfaldet i Viadukten (som Billy; ukendt instruktør, 1915) - Held i Uheld (instruktør Lau Lauritzen Sr., 1915) - Brandmandens Datter (instruktør Alfred Cohn, 1915) - Hans Kusine (som kontorchef Berg; instruktør Lau Lauritzen Sr., 1915) | - Flyttedags-Kvaler (instruktør Lau Lauritzen Sr., 1915) - Godsforvalteren (instruktør Hjalmar Davidsen, 1915) - Trold kan tæmmes (instruktør Holger-Madsen, 1915) - Guldkalven (instruktør Hjalmar Davidsen, 1915) - Evangeliemandens Liv (instruktør Holger-Madsen, 1915) - Revolutionsbryllup (som Prosper, tjener hos Alaine; instruktør August Blom, 1915) - Juvelerernes Skræk (instruktør Alexander Christian, 1915) - Cowboymillionæren (instruktør Lau Lauritzen Sr., 1915) - Det evige Had (instruktør Hjalmar Davidsen, 1915) - I Farens Stund (instruktør Robert Dinesen, 1915) - En Skæbne (instruktør Robert Dinesen, 1915) - Danserindens Hævn (instruktør Holger-Madsen, 1916) - Kærlighedslængsel (som Salomon, ågerkarl; instruktør August Blom, 1916) - Hendes Ungdomsforelskelse (som Joe, gammel tjener; instruktør Martinius Nielsen, 1916) - Grubeejerens Død (instruktør George Schnéevoigt, 1916) - Giftpilen (instruktør August Blom, 1916) - Dommerens Hustru (som Breitenberg, partikulier; instruktør Alexander Christian, 1916) - Mumiens Halsbaand (instruktør Robert Dinesen, 1916) - Danserindens Kærlighedsdrøm (som fange nr. 12; instruktør Holger-Madsen, 1916) - Du skal elske din Næste (instruktør August Blom, 1916) - Sønnen (instruktør August Blom, 1916) - Penge (som Huret, deputeret; instruktør Karl Mantzius, 1916) - Klovnen (som påklæderen; instruktør A.W. Sandberg, 1917) - Pjerrot (instruktør Hjalmar Davidsen, 1917) - Telefondamen (instruktør Eduard Schnedler-Sørensen, 1917) | - Pax æterna (instruktør Holger-Madsen, 1917) - Skriget fra Djævlekløften (instruktør Alexander Christian, 1917) - Under Kærlighedens Aag (instruktør Alexander Christian, 1917) - Midnatssjælen (som tjener på godset; instruktør Martinius Nielsen, 1917) - Et Barnehjerte (som Fabrikant Cornelius; instruktør Hjalmar Davidsen, 1917) - Fiskerlejets Datter (som pastor Pagh; instruktør Hjalmar Davidsen, 1917) - Favoriten (instruktør Robert Dinesen, 1917) - Himmelskibet (instruktør Holger-Madsen, 1918) - Den firbenede Sherlock Holmes (som den tibetanske gesandt; instruktør Lau Lauritzen Sr., 1918) - Testamentets Hemmelighed (instruktør Holger-Madsen, 1918) - I Opiumets Magt (instruktør Robert Dinesen, 1918) - Prinsessens Tilbeder (instruktør Alexander Christian, 1918) - Hvorledes jeg kom til Filmen (instruktør Robert Dinesen, 1919) - Gøglerbandens Adoptivdatter (instruktør Robert Dinesen, 1919) - Byens Herkules (instruktør Lau Lauritzen Sr., 1919) - Konkurrencen (instruktør Robert Dinesen, 1919) - Fattigdrengen (instruktør Alexander Christian, 1919) - Lykkelandet (instruktør Emanuel Gregers, 1919) - Hjertetyven (instruktør Lau Lauritzen Sr., 1919) - Kærlighed overvinder Alt (instruktør Alfred Kjærulf, 1919) - Prinsens Kærlighed (som tjener; instruktør Martinius Nielsen, 1920) - Kærlighedsvalsen (instruktør A.W. Sandberg, 1920) - Det døde Skib (instruktør A.W. Sandberg, 1920) - Kan disse Øjne lyve? (instruktør A.W. Sandberg, 1921) - Pigen fra Sydhavsøen (som tjener; instruktør A.W. Sandberg, 1922) - Man skal ikke skue Hunden paa Haarene (instruktør Sofus Wolder) |